# 短柄雪胆
短柄雪胆（学名：Hemsleya delavayi）为葫芦科雪胆属下的一个种。

## 扩展阅读
- 維基物種上的相關：短柄雪胆